# Människovärdet
Människovärdet är en EP av det svenska punkbandet Greta Kassler. Den är utgiven 2008 av Buzzbox Records och Trapdoor Records.

## Låtlista
1. Äganderätt (2.47)
2. Stjärnfall (2.13)
3. Lever du? (2.38)
4. Hög på hat (2.40)
5. Snabba cash! (0.36)
6. Mission (2.26)